# マッティ・ピエティカイネン
マッティ・ピエティカイネン（Matti Pietikäinen、1927年10月29日 - 1967年11月5日）は、フィンランド、クオピオ出身のスキージャンプ選手。

## プロフィール
マッティは1940年代にフィンランドで活躍したピエティカイネン兄弟の3番目で、長兄はラウリ（Lauri）次兄はアット（Aatto）である。
現役時代はクオピオの名門スキークラブ Puijon Hiihtoseuraに所属し、活躍した。
1948年のサンモリッツオリンピックではメダル独占のノルウェー勢に次いで4位に入賞、兄のアットは8位となった。
4年後の1952年オスロオリンピックにはパブで乱闘事件を起こした罰により代表になれなかった。
1954年ノルディックスキー世界選手権（スウェーデン、ファルン）で金メダルを獲得、これはオリンピック、世界選手権を通じてフィンランド勢として初めての金メダルである。また同年のラハティスキーゲームズでも優勝した。
1967年、交通事故で亡くなった。